# Diva (Zeitschrift)
Diva (Eigenschreibweise: DIVA) war ein österreichisches Modemagazin, das neunmal, später sechsmal, jährlich in der Styria Medienhaus Lifestyle GmbH & Co KG (bis 2005 zur ET Multimedia gehörend) erschien. 2009 erschien erstmals die Produkterweiterung Diva Wohnen und ab März 2018 erschien halbjährlich die Beilage Dandy, die u. a. auch der Tageszeitung Die Presse am Sonntag beilag. Ab Februar 2019 erschien die Diva auch in der deutschsprachigen Schweiz mit zum Teil aus einer Schweizer Redaktion beigesteuerten Inhalten.
Im Dezember 2022 erschien die letzte Ausgabe der Diva.

## Geschichte
Die Diva wurde im Herbst 1989 gegründet, um über die wachsende österreichische bzw. Wiener Modeszene zu berichten. Das erste Covermodel war Nieves Elorduy, fotografiert von Sepp Gallauer. Auf dem Cover waren in den 1990er-Jahren Models wie Linda Evangelista, Nadja Auermann, Naomi Campbell, Eva Herzigova und Cordula Reyer. Auch Kate Moss wurde in der Diva abgelichtet, im Herbst 1991 präsentierte sie die neue Mode. Eine weitere Prominente, die für die Diva tätig war, ist Desirée Treichl-Stürgkh, einstige Modechefin und später bekannt als Opernballgastgeberin sowie Herausgeberin des Magazins H.O.M.E.  Zu den Autoren der Diva zählten unter anderem Claudia Stöckl, Elisabeth Sereda und Modedesigner wie Wolfgang Joop und Gabriele Strehle. Seit der Übernahme der ET Multimedia im Jahr 2005 gehörte die Diva zum international agierenden österreichischen Medienkonzern Styria Medien AG (später Styria Media Group) und war dort Teil der Styria Medienhaus Lifestyle GmbH & Co KG.
Das Magazin hatte seit 1989 mehrere Chefredakteurinnen, darunter Andrea Fehringer (1991–1992), zuletzt Yasmin El Mohandes.

## Erscheinungsweise, Auflage und Reichweite
Die Diva erschien sechsmal jährlich mit einer Druckauflage von 35.000 Stück (Stand: 2021). Laut Arbeitsgemeinschaft Media-Analysen MA 2020 – Frauenmagazine total hatte die Diva in Österreich 72.000 Leser pro Ausgabe.